# Amy Johnson
Amy Johnson, CBE, angleška letalska pionirka, * 1. julij 1903, Kingston upon Hull, Anglija, † 5. januar 1941, London, Anglija.
Johnsonova je v 30. letih bodisi samostojno bodisi s svojim možem Jimom Mollisonom postavila številne maratonske letalske rekorde. Letela je tudi v 2. svetovni vojni kot članica asistenčne letalske službe ATA. Umrla je med transportnim letom.

## Zgodnje življenje
Rodila se je v kraju Kingston upon Hull in obiskovala srednjo šolo Boulevard Municipal Secondary School (kasneje preimenovana v Kingston High School. Od tod se je vpisala na sheffieldsko univerzo, kjer je magistrirala v ekonomiji. Zatem se je zaposlila v Londonu kot tajnica v odvetniški pisarni Williama Charlesa Crockerja. Leteti je začeli za hobi, pilotsko dovoljenje A Licenca Št. 1979 je pridobila 6. julija 1929 v letalskem društvu London Aeroplane Club. Istega leta je postala prva Britanka, ki je dosegla inženirsko Licenco C.

## Letalska kariera
Njen oče, vselej eden njenih najtrdnejših zaveznikov, ji je ponudil pomoč pri nabavi letala. S podporo očeta in Lorda Wakefielda je nabavila G-AAAH, rabljen De Havilland Gipsy Moth, ki ga je poimenovala "Jason", a ne po grškemu pustolovcu Jazonu, temveč po blagovni znamki njenega očeta (bil je partner v firmi Andrew Johnson Knuditzon Fish Merchants).
Johnsonova je postala svetovno znana leta 1930, ko je postala prva ženska, ki je opravila samostojni polet iz Velike Britanije v Avstralijo. S svojim letalom, "Jason" Gipsy Moth, je 5. maja 1930 zapustila Croydon na jugu Londona in 24. maja pristala v Darwinu, Avstralija. Preletela je 11.000 milj. Njeno letalo je zaradi tega podviga postalo del muzejske zbirke Znanstvenega muzeja v Londonu. Postala je dobitnica nagrade Harmon Trophy, kot tudi članica Reda britanskega imperija (naziv CBE) in prejemnica prvorazredne pilotske licence pod Avstralskimi regulacijami letalske navigacije iz leta 1921.
Julija 1931 je Johnsonova s kopilotom Jackom Humphreysom postala članica prvega letalskega para, ki je v enem dnevu preletel vso pot od Londona do Moskve. V približno 21 urah sta prepotovala 1.760 milj. Iz Moskve sta nadaljevala čez Sibirijo do Tokia in postavila še rekordni čas letenja iz Anglije na Japonsko. Let sta opravila v letalu De Havilland Puss Moth.
Leta 1932 se je poročila s slavnim škotskim pilotom Jimom Mollisonom, ki jo je, med skupnim letom, zaprosil že osem ur za tem, ko sta se spoznala.
Julija 1932 je postavila samostojen rekord, saj je poletela iz Londona v Cape Town v Južni Afriki v Puss Mothu in podrla rekord svojega moža. Njen naslednji podvig je bil leta 1933 polet nonstop iz Pendine Sands, Južni Wales, v ZDA, skupaj z Mollisonom, v letalu G-ACCV "Seafarer", modelu serije De Havilland Dragon Rapide. Polet ni bil uspešen, ker jima je zmanjkalo goriva, strmoglavila sta v Bridgeportu. V strmoglavljenju sta se oba poškodovala.
Mollisonova sta tudi z rekordnim časom poletela iz Britanije v Indijo leta 1934 v letalu de Havilland DH.88 Comet kot del MacRobertsonove letalske dirke iz Velike Britanije v Avstralijo. Zaradi težav z motorjem sta pristala v Allahabadu.
Maja 1936 je Johnsonova opravila svoj zadnji rekordni polet, zopet je postavila rekord v letenju iz Velike Britanije v Južno Afriko. Podvig ji je uspel v letalu G-ADZO serije Percival Gull Six.
Leta 1938 se je od Mollisona ločila. Kmalu zatem se je vrnila k svojemu dekliškemu priimku.

## Druga svetovna vojna
Leta 1940 med drugo svetovno vojno se je Johnsonova pridružila novoustanovljeni ATA (Air Transport Auxiliary, letalska asistenčna služba), katere naloga je bila prevoz letal RAF-a po državi. Napredovala je do čina prvi oficir (prva oficirka). Njen bivši mož je prav tako letel za ATA med vojno.

### Smrt
5. januarja 1941 je letela z Airspeed Oxfordom iz Blackpoola v RAF Kidlington. Pri Oxfordu je zaradi slabega vremena zašla s smeri. Iz letala je skočila s padalom, nato pa utonila v estuariju Temze. Čeprav so jo videli živo v vodi, poskus reševanja ni uspel, njenega trupla niso nikoli našli. Dogodek je tudi terjal življenje Lt Cmdr Walterja Fletcherja, ki jo je poskusil rešiti. V nesreči je še vedno nekaj skrivnostnosti, ker je natančen namen poleta še vedno vladna skrivnost. Nekateri viri navajajo, da je poleg Johnsona in Fletcherja v vodi utonil še tretji človek (mogoče nekdo, ki bi ga morala kam prepeljati). Kdo je bil tretji človek, je še vedno neznano. Johnsonova je bila prva članica ATA, ki je med opravljanjem dolžnosti izgubila življenje. Njena smrt v letalu Oxford je bila ironična, saj je bila ena od prvih prosilcev za prejem boljšega letala, Airspeeda.

## Časti in pokloni
- Junija 1930 je bil njen polet v Avstralijo predmet priljubljene sodobne skladbe, ki jo je ustvaril Horatio Nicholls in jo posneli Harry Bidgood, Jack Hylton, Arthur Lally, Arthur Rosebery in Debroy Somers.
- Bila je častna gostja na odprtju prvega počitniškega kampa firme Butlins v Skegnessu leta 1936.
- V leta 1942 so posneli film o njenem življenju z naslovom They Flew Alone (Leteli so sami), režiserja in producenta Herberta Wilcoxa. Glavni vlogi sta odigrala Anna Neagle (kot Johnsonova) in Robert Newton (kot Mollison). Film je v ZDA znan pod naslovom Wings and the Woman (Krila in ženska).
- Leta 1958 je njen oče zbirko suvenirjev in njenih predmetov podaril dvorcu Sewerby Hall, v katerem je Johnsonova prebila del svojega življenja. Dvorec ima danes v muzeju v čast Johnsonove posebno sobo.
- Leta 1974 je Harry Ibbetson ustvaril kip z njeno podobo. Danes kip stoji na ulici Prospect Street, v kraju Kingston-upon-Hull.
- Škotski pevec-tekstopisec Al Stewart v svoji pesmi "Flying Sorcery" iz svojega albuma iz leta 1976 poje o njej.[7]
- Dekliška šola v Kingston-Upon-Hullu je bila poimenovana po njej, a so jo leta 2004 zaprli.
- Zgradba, v katerem domuje oddelek za Avtomatsko kontrolo in sistemsko inženirstvo (Automatic Control and Systems Engineering) Univerze Sheffield, je poimenovana po njej.
- Na britanski različici kviza Lepo je biti milijonar je bilo enkrat vprašanje za £500.000 o Johnsonovi. Tekmovalka v kvizu je napak odgovorila, da je letalo Amy Johnson, s katerim je poletela iz Velike Britanije v Avstralijo, poimenovano "Pegasus" (pravi odgovor je "Jason").
- Osnovna šola v Roundshaw Residential Estate (predhodno Croydon Airport) nosi njeno ime.
- Letalo McDonnell Douglas MD-11 letalske linije KLM je poimenovano po njej.
- Bar verige Wetherspoons na letlišču Doncaster se imenuje "The Amy Johnson".
- "Amy Johnson Avenue" ("Avenija Amy Johnson") je glavna vpadnicav avstralskem mestu Darwin.
- "Amy Johnson Way", blizu Letališča Blackpool, v Blackpoolu, Lancashire, Združeno kraljestvo, nosi njeno ime.
- "Amy Johnson Way" je prav tako ime območja Rawcliffe v Yorku.
- "Mollison Way" v Queensburyu, London nosi njeno ime.
- Peter Aveyard je ustvaril gledališko predstavo "Queen of the Air" ("Kraljica zraka") v njen spomin.[8]